# Сан-Чезарео-ин-Палатио (титулярная диакония)
Титулярная диакония Сан-Чезарео-ин-Палатио (лат. Titulus Sancti Caesarei in Palatio) — титулярная церковь была создана 6 июля 1517 года Папой Львом X, когда по случаю консистории от 1 июля 1517 года число кардиналов значительно увеличилось. Титулярная церковь была также известна как Сан-Чезарео-ин-Турри или Сан-Чезарео-ин-домо-Корсарум, или Сан-Чезарео-ад-Корсас, или Сан-Чезарео-Монастерио. Титулярная церковь была упразднена в 1587 году Папой Сикстом V и вновь восстановлена, как диакония (Сан-Чезарео-ин-Палатио), Папой Климентом VIII в 1600 году. Титулярная диакония принадлежит церкви Сан-Чезарео-ин-Палатио, расположенной в районе Рима Челио, недалеко от ворот Святого Себастьяна.

## Список кардиналов-священников титулярной церкви Сан-Чезарео-ин-Палатио
- Никколо Пандольфини — (6 июля 1517 — 17 сентября 1518, до смерти);
  - вакантно (1518—1530);
- Луи де Горрево де Шаллан — (16 мая 1530 — 22 апреля 1535, до смерти);
  - вакантно (1535—1540);
- Бартоломео Гвидиччони — (28 января 1540 — 24 сентября 1543, назначен кардиналом-священником Санта-Приска);
- Кристофоро Мадруццо — (9 января 1545 — 16 января 1560, назначен кардиналом-священником Сан-Кризогоно);
- Пьер Франческо Ферреро — (3 июня — 10 ноября 1561, назначен кардиналом-священником Сант-Аньезе-ин-Агоне);
  - вакантно (1561—1570);
- Арканджело Бьянки, O.P. — (3 июля 1570 — 18 января 1580, до смерти);
  - вакантно (1580—1587).

Титулярная церковь упразднена в 1587 году.

## Список кардиналов-дьяконов и кардиналов-священников титулярной диаконии Сан-Чезарео-ин-Палатио
- Сильвестро Альдобрандини — (5 ноября 1603 — 28 января 1612, до смерти);
  - вакантно (1612—1616);
- Карло Гауденцио Мадруццо — титулярная диакония pro hac vice (1616 — 2 марта 1626, назначен кардиналом-священником Сан-Лоренцо-ин-Лучина);
- Джанджакомо Теодоро Тривульцио — (17 декабря 1629 — 17 октября 1644, назначен кардиналом-дьяконом Сан-Никола-ин-Карчере);
- Карло Россетти — (28 ноября 1644 — 18 августа 1653, назначен кардиналом-священником Санта-Мария-ин-Виа);
- Карло Барберини — (18 августа 1653 — 30 августа 1660, назначен кардиналом-дьяконом Сант-Анджело-ин-Пескерия);
- Фридрих Гессен-Дармштадтский, O.E.S.S.H. — (30 марта 1661 — 14 ноября 1667, назначен кардиналом-дьяконом Сант-Эустакьо);
- Карло Барберини — (14 ноября 1667 — 2 декабря 1675, назначен кардиналом-дьяконом Санта-Мария-ин-Козмедин) (второй раз);
- Джироламо Касанате — (2 декабря 1675 — 6 апреля 1682, назначен кардиналом-дьяконом Сант-Агата-алла-Субурра);
- Бенедетто Памфили, O.S.Io.Hieros. — (30 апреля 1685 — 30 сентября 1686, назначен кардиналом-дьяконом Санта-Мария-ин-Козмедин);
- Джованни Франческо Негрони — (30 сентября 1686 — 2 января 1696, назначен кардиналом-священником Санта-Мария-ин-Арачели);
- Джамбаттиста Спинола младший — (2 января 1696 — 25 января 1706), титулярная диакония pro hac vice (25 января 1706 — 19 марта 1719, до смерти);
- Тома Филипп Вальра д’Энен-Льетар д’Эльзас-Буссю де Шиме — титулярная диакония pro hac vice (16 июня 1721 — 2 декабря 1733, до смерти);
- Джованни Баттиста Спинола — (2 декабря 1733 — 23 сентября 1743, назначен кардиналом-священником Санта-Мария-дельи-Анджели-э-деи-Мартири);
  - вакантно (1743—1747);
- Джованни Франческо Альбани — (15 мая 1747 — 12 февраля 1759, назначен кардиналом-священником Сан-Клементе);
- Джованни Костанцо Караччоло — (19 ноября 1759 — 12 декабря 1770, назначен кардиналом-священником Сант-Эустакьо);
  - вакантно (1770—1775);
- Бернардино де Векки — (29 мая 1775 — 24 декабря 1775, до смерти);
- Джованни Корнер — (20 июля 1778 — 29 марта 1789, до смерти);
- Филиппо Кампанелли — (26 сентября 1791 — 18 февраля 1795, до смерти);
  - вакантно (1795—1804);
- Джузеппе Альбани — (29 октября 1804 — 2 октября 1818, назначен кардиналом-священником Сант-Эустакьо);
  - вакантно (1818—1827);
- Томмазо Бернетти — (25 июня 1827 — 22 января 1844, назначен кардиналом-дьяконом pro hac vice Сан-Лоренцо-ин-Дамазо);
- Джузеппе Бофонди — (14 июня 1847 — 2 декабря 1867, до смерти);
  - вакантно (1867—1884);
- Иньяцио Мазотти — (13 ноября 1884 — 31 октября 1888, до смерти);
- Акилле Аполлони — (27 мая 1889 — 3 апреля 1893 года)
- Джузеппе Приско — (3 декабря 1896 — 24 марта 1898, назначен кардиналом-священником Сан-Систо);
  - вакантно (1898—1911);
- Виллем ван Россум, C.SS.R. — (30 ноября 1911 — 6 декабря 1915, назначен кардиналом-священником Санта-Кроче-ин-Джерусалемме);
  - вакантно (1915—1922);
- Франц Эрле, S.J. — (14 декабря 1922 — 31 марта 1934, до смерти);
- Доменико Мариани — (19 декабря 1935 — 23 апреля 1939, до смерти);
  - вакантно (1939—1958);
- Франческо Браччи — (18 декабря 1958 — 24 марта 1967, до смерти);
- Кароль Войтыла — титулярная диакония pro hac vice (26 июня 1967 — 16 октября 1978, избран Папой Иоанном Павлом II);
  - вакантно (1978—1985);
- Анджей Мария Дескур — (25 мая 1985 — 29 января 1996), титулярная диакония pro hac vice (29 января 1996 — 3 сентября 2011, до смерти);
- Антонио Вельо — (18 февраля 2012 — 4 марта 2022), титулярная диакония pro hac vice (4 марта 2022 — по настоящее время).